# Sanae Orchi
Sanae Orchi ('s-Hertogenbosch, 16 november 1989) is een Nederlands model, presentatrice, verslaggever, ondernemer en yogini. Na haar studie commerciële economie rolt ze het mediavak in en presenteert ze verschillende programma's. Tevens heeft ze een eigen kledinglijn en reist ze over de wereld als lerares Afrikaanse yoga.

## Biografie en carrière
Orchi groeit op in 's-Hertogenbosch en begint op haar zeventiende aan een studie economie. Tevens is ze werkzaam als model. Als ze na haar studie meedoet aan een missverkiezing, wordt ze tijdens een interview ontdekt door een journalist van de NTR. Eind 2011 komt ze bij deze omroep te werken als verslaggever voor het nieuwsprogramma De Nieuwe Maan. Kort daarna wordt ze verslaggever bij FunX en wordt ze benaderd als presentatrice voor het AT5 Ochtendnieuws.
Anderhalf jaar later gaat Orchi als verslaggever aan de slag bij PowNews. Begin 2015 wordt ze nieuwslezer bij NH, waar ze thans nog steeds zit. Voor dit bedrijf maakt ze ook de online serie Sanae Zoekt. In 2017 presenteert ze voor de NTR het programma Groeten uit Marokko.
Naast haar mediawerk lanceert Orchi in 2017 haar eigen kledinglijn voor jongeren. Deze verschijnt onder de naam QIFESH en wordt verkocht in kledingzaken door heel Nederland.
Tegenwoordig is Sanae ook een succesvol lerares Afrikaanse yoga. Ze reist in het kader daarvan rond de wereld om workshops en lezingen te geven.
Sinds 2022 is zij presentatrice bij het nieuwe platform blckbx een initiatief van Flavio Pasquino. Zij presenteert hier het programma blckbx today. 
In 2023 begint Orchi haar eigen videopodcast WijsDom op YouTube. 